# Кван, Стэнли
Стэнли Кван (кит. 關錦鵬; род. 9 октября 1957, Гонконг) — гонконгский кинорежиссёр и продюсер, представитель второй волны режиссёров Гонконга (Вонг Карвай, Клара Лау и др.).

## Биография
Закончил Гонконгский баптистский университет, работал на телевидении. Дебютировал фильмом Женщины (1985), имевшим большой кассовый успех.
Открытый гей.

## Фильмография
- 1985: Женщины
- 1986: Любовь впустую
- 1988: Румяна (Гонконгская кинопремия, премия трех континентов на МКФ в Нанте, специальное упоминание на международном кинофестивале молодого кино в Турине)
- 1989: Полнолуние в Нью-Йорке (Золотая лошадь)
- 1991: Авансцена (биопик китайской актрисы немого кино Жуань Линъюй; Серебряный Хьюго Чикагского МКФ)
- 1994: Красная роза, белая роза (по роману Чжан Айлин)
- 1996: Ян и Инь — гендер в китайском кино (документальный)
- 1997: Крепко обнимаю тебя (премия Альфреда Бауэра и премия Тедди Берлинского МКФ, номинация на Золотого медведя, премия Песталоцци на МКФ во Фрибуре, премия Сингапурского МКФ)
- 2000: Островные истории (номинация на Золотого медведя)
- 2001: Лан Ю (премия фестиваля азиатского и арабского кино Cinefan)
- 2005: Бесконечная печаль (по роману Ван Аньи; премия Венецианского МКФ)
- 2010: Шоу начинается